# Leptarctia californiae
Leptarctia californiae là một loài bướm đêm thuộc phân họ Arctiinae, họ Erebidae.